# Distretto di Chaparhar
Il distretto di Chaparhar è un distretto dell'Afghanistan appartenente alla provincia del Nangarhar. Viene stimata una popolazione di 30 737 abitanti (stima 2016-17).